# Báthori G. Mihály
Báthori G. Mihály (Debrecen, 1631 – Debrecen, 1669 tavasza után) református lelkész, egyházi író.

## Élete
Debreceni származású, itt 1648. október 19-én lépett a felsőbb tanulók sorába. Tanulmányait elvégezvén külföldre ment és Rhédey Ferenc gróf költségén Hollandiában tanult, 1652-ben az utrechti egyetemre, 1653. március 9-én a leideni egyetemre, ugyanezen év július 13-án a franekeri egyetemre iratkozott be. 1654-ben hazájába visszatérvén előbb patrónusa, gróf Rhédey Ferenc erdélyi fejedelem udvari papja, később szentjóbi, 1658 elejétől huszti lelkész lett. Hamarosan megválasztotta esperesnek választotta a máramarosi egyházmegye, majd 1659 őszének elején Debrecenbe került papnak.

## Munkái
- Disputatio theologica de potentia S. Scripturae. Lugd. Batav., 1653.
- De SS. Litterarum auctoritate. Uo. 1653.
- De clementia. Franequerae, 1654.
- De rerum differentiis. Uo. 1654.
- De divina providentia. Uo. 1654.
- Hangos trombita. Debreczen, 1664. (Alkalmi beszédek, ajánlva gr. Rhédei Ferencz máramarosi főispánnak. A hajdúvárosoknak a törökök által való fölégetéséről szól. Életrajzi adatokkal.)
- Halotti prédikáczió, melyet gr. Rhédei László felett prédikállott. Uo. 1664. (Külön címlappal, de nem önállóan, hanem az előbbi munkával együtt jelent meg annak 163–208. lapjain.)